# Halberstadt
Halberstadt (in basso tedesco Halverstidde) è una città tedesca di 40 457 abitanti, situata nel land della Sassonia-Anhalt, capoluogo del circondario dello Harz (targa HZ).

## Geografia
La città, che si trova a 20 km a nord-est del massiccio dell'Harz, è bagnata da due fiumi, l'Holtemme e il Goldbach, entrambi affluenti del Bode. Halberstadt è dominata a nord dalle colline di Huy, a est dalla fertile pianura della Magdeburger Börde e a sud dalle colline Spiegelsberge, Thekenberge e Klusberge. Con circa 40.000 abitanti, Halberstadt è la città più densamente popolata del circondario dello Harz.
Halberstadt ha un clima temperato. Le precipitazioni medie annue a Halberstadt sono di 532,8 mm. La maggior parte delle piogge cade a giugno, mentre il mese più secco è febbraio.

## Storia
Nell'804, l'imperatore Carlo Magno elevò la missione di Halwerstidde nel ducato di Sassonia a vescovado di Halberstadt. Poi, nel 989, il giovane re Ottone III concesse al vescovo Hildiward (968-996) i diritti sulle fiere, sulle monete e sulle sovvenzioni, oltre a poteri giudiziari e al diritto di radunare un esercito: in breve, tutti i poteri temporali sulla terra dello Harz e sui cittadini di Halberstadt - gli inizi del Principato vescovile di Halberstadt (Hochstift Halberstadt), storico principato ecclesiastico del Sacro Romano Impero. Nel 1005, questo prelato iniziò a costruire la Chiesa di Nostra Signora (Liebfrauenkirche).
Presso la cattedrale di Halberstadt era attiva una scuola o scolasticato, presso la quale Maurilio, poi arcivescovo di Rouen, all'inizio dell'XI secolo poté completare i suoi studi e svolgere una prima fase dei suoi incarichi come prelato secolare.
Nel 1179, Enrico il Leone, duca di Sassonia, saccheggiò la città durante il suo conflitto con l'imperatore Federico Barbarossa, distruggendo la cattedrale e il suo castello. Il vescovo Burchard fondò un monastero a Halberstadt intorno al 1186 e i Cavalieri Templari vi stabilirono presto una commenda. La ricostruzione della cattedrale di Halberstadt iniziò nel 1236 e fu completata nel 1491. Un altro convento fu fondato dai Servi di Maria intorno al 1297.
Nel 1326, Halberstadt formò una lega difensiva (Halberstädter Dreistädtebund) con le città vicine di Aschersleben e Quedlinburg per salvaguardare la propria autonomia; un'alleanza che durò 150 anni (fino al 1477). Importante centro economico, specializzato nel commercio di stoffe e lino, divenne membro della Lega anseatica nel 1387. 
Il primo principe vescovo di Halberstadt a propagare il protestantesimo fu Enrico Giulio di Brunswick-Luneburg nel 1591. Tuttavia, fino alla fine della guerra dei trent'anni, entrambe le confessioni, cattolica e luterana, erano rappresentate nel capitolo canonico. Nel 1629, Halberstadt fu occupata per la seconda volta dalle armate di Wallenstein. Il generale in capo del Sacro Romano Impero restituì per breve tempo la cattedrale e la chiesa di Nostra Signora ai cattolici e il 18 gennaio 1630 fece egli stesso il suo ingresso trionfale in città.
Dopo la guerra, nel 1648, l'ex principato vescovile di Halberstadt fu secolarizzato, diventando il Principato di Halberstadt, e annesso come possedimento ducale allo Stato di Brandeburgo-Prussia: Halberstadt fu d'ora in poi, e fino al 1994, una città di guarnigione (il cancelliere Otto von Bismarck indossava spesso l'uniforme del reggimento dei corazzieri di Halberstadt). La città fu decimata nel 1681/1682 da un'epidemia di peste in cui morirono 2.197 persone.
Intorno al 1750, Johann Wilhelm Ludwig Gleim, segretario generale del capitolo della cattedrale, trasformò il suo salone in uno dei centri dell'Illuminismo in Prussia (la grande biblioteca della Gleimhaus è oggi uno dei due più antichi musei letterari della Germania). Nel 1761, il canonico Ernst-Ludwig von Spiegel acquistò le colline di Spiegelsberge e le sistemò come un giardino all'inglese. Nel 1778, il pietista Friedrich Eberhard von Rochow fondò ad Halberstadt il primo seminario regionale della Germania.
Nel 1807, in seguito ai trattati di Tilsit, l'imperatore Napoleone I annesse il principato di Halberstadt al Regno di Vestfalia, facendo della città una prefettura e il capoluogo del dipartimento della Saale. Durante la guerra della quinta coalizione, il 29 luglio 1809, il duca Federico Guglielmo di Brunswick-Wolfenbüttel, alla testa dello Schwarze Schar, catturò la città e fece 1.500 prigionieri. Nel 1815, Halberstadt entrò a far parte della provincia prussiana di Sassonia, la cui capitale era Magdeburgo. La città faceva parte del distretto di Magdeburgo e divenne capoluogo di un distretto urbano e poi di un distretto rurale dal 1825.
Durante la seconda guerra mondiale, le SS vi installarono diversi campi di concentramento annessi: ad esempio, l'annesso al campo di Buchenwald, creato nel 1944 nella fabbrica Junkers di rue Harsleben, che impiegava da 400 a 900 prigionieri condannati ai lavori forzati; oppure l'annesso al campo di Langenstein-Zwieberge, sotto il ponte di Wehrstedt, che impiegava 200 prigionieri per riparare treni e locomotive.
L'8 aprile 1945, 218 bombardieri americani B-17 (fortezza volante) appartenenti alla 1ª Divisione dell'Ottava Forza Aerea sganciarono 595 tonnellate di bombe convenzionali e incendiarie in un bombardamento a tappeto, distruggendo l'82% del centro città. La divisione era scortata da 239 caccia. L'attacco uccise più di 2.500 persone e lasciò 1.500.000 m3 di rovine. L'esercito americano prese la città solo tre giorni dopo, l'11 aprile. Il 18 maggio abbandonarono la città alle forze britanniche, che la consegnarono all'Armata Rossa alla fine di giugno 1945.
Halberstadt divenne così una città della Germania Est (DDR) nel 1949. Una guarnigione della 3ª Armata d'Urto sovietica era di stanza nel campo militare. Un'altra grande parte del centro storico cadde in rovina nei decenni successivi. Anche a Halberstadt, il movimento contro la guerra Schwerter zu Pflugscharen ("dalla spada all'aratro"), ampiamente sostenuto dalle chiese luterane, portò a proteste pacifiche e al passaggio alla democrazia parlamentare nel 1989 (Die Wende), rendendo possibile la riunificazione tedesca.
Fino al 1º luglio 2007 è stata anche capoluogo del circondario omonimo; il 1º gennaio 2010 ha inglobato i comuni soppressi di Athenstedt, Aspenstedt, Langenstein, Sargstedt e Schachdorf Ströbeck.

## Monumenti e luoghi d'interesse

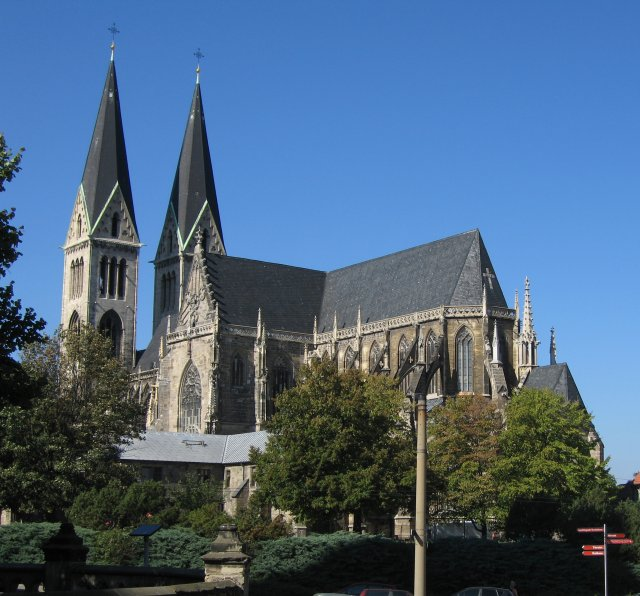
Il duomo dei santi Stefano e Sisto

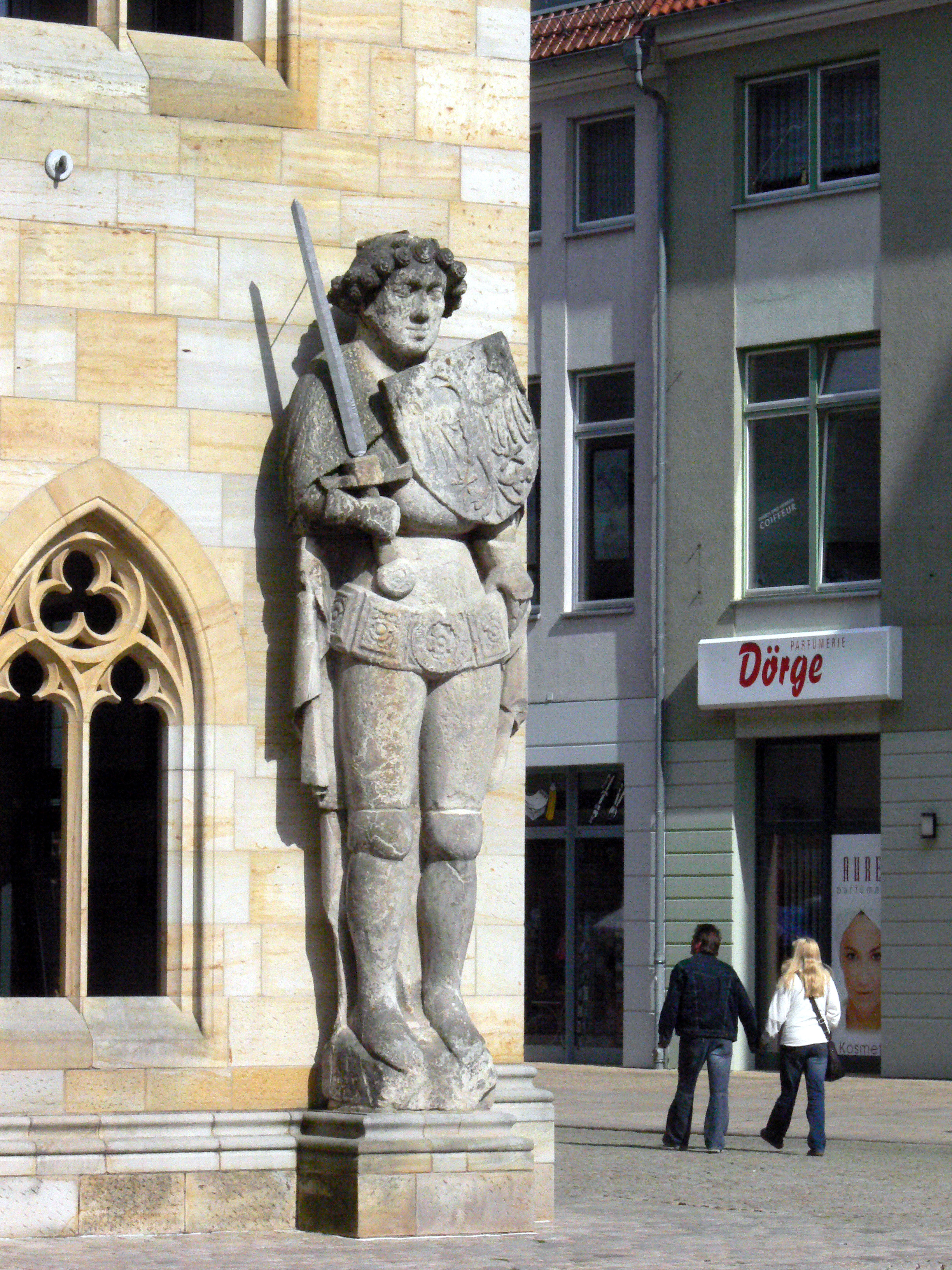
La statua del paladino Rolando

- La cattedrale dei Santi Stefano e Sisto con il suo organo.
- La chiesa di San Martino conserva un altro pregevole organo monumentale.
- La statua in arenaria di Rolando, alta 4,30 m, fu eretta nel 1433.
- Il Martineum fu menzionato per la prima volta nel 1316; originariamente scuola di un monastero domenicano, è oggi uno dei più antichi ginnasi ancora in funzione in Germania.

## Curiosità
Un altro particolare organo a canne è stato messo in funzione nel 2001 nella chiesa cittadina di Sankt-Burchardi (all'epoca in disuso da anni e preservata a tale scopo), con l'intento di eseguire un sorprendente esperimento musicale che consiste in un'esecuzione estremamente lenta del brano Organ²/ASLSP del compositore John Cage. Tale brano è stato scritto senza specificare la velocità di esecuzione e la sigla ASLSP nel titolo significa As SLow aS Possible, cioè Il più lento possibile; ad Halberstadt tale indicazione è stata portata all'estremo, con un'esecuzione che sarebbe destinata a durare 639 anni, utilizzando sacchetti di sabbia posizionati sui pedali dell'organo e spostati nei momenti in cui la partittura ed il tempo musicale utilizzato richiedono di cambiare accordo.

## Amministrazione

### Gemellaggi
Halberstadt è gemellata con:
- Wolfsburg, dal 1989
- Banská Bystrica, dal 1998
- Náchod, dal 1998
- Villars, dal 2003